# Phegeus (Sohn des Dares)
Phegeus (altgriechisch Φηγεύς Phēgeús) ist in der griechischen Mythologie ein Sohn des Dares, eines Priesters des Hephaistos in Troja, und Bruder des Idaios. Die Brüder sind Teilnehmer des Trojanischen Krieges. 
Im Kriegswagen stürmen die Brüder gegen die Griechen und Phegeus wirft als erster seine Lanze gegen Diomedes, des Tydeus Sohn, verfehlt ihn aber. Des Diomedes Lanze hingegen trifft ihr Ziel: In die Brust getroffen, stürzt Phegeus tot vom Wagen. Idaios flieht daraufhin mit der Hilfe des Hephaistos, der seinem greisen Priester nicht beide Söhne genommen sehen möchte.
In der Astronomie trägt der nacheilende Jupiter-Trojaner (30704) Phegeus seinen Namen.